# زيز الأوسط (سيدي عياد)
زيز الأوسط هي إحدى مشيخات المملكة المغربية، تتبع جغرافيا لإقليم ميدلت وإداريًا لسيدي عياد. يقدر عدد سكانها بـ 3901 نسمة حسب الإحصاء الرسمي للسكان والسكنى لسنة 2004.